# Mildred Droppa Loucky
Mildred Mary Droppa Loucky, též Mildred Droppová (6. září 1915 Spafford – 11. června 2003 Syracuse) byla americká křesťanka, která působila jako misionářka mezi dětmi v Československu.

## Životopis
Narodila se 6. září 1915 na farmě v oblasti Finger Lake ve státě New York ve Spojených státech do rodiny české matky a slovenského otce. Oba rodiče emigrovali do Spojených států, aby zde začali nový život. Její matka Emma pocházela z chudé české rodiny a otec Gustav pracoval na Slovensku jako horník. Mildred se narodila jako čtvrté z devíti dětí. Měla tři starší bratry jménem Rudy, Gus a Bill a pět mladších sourozenců – Ann, Charlie, Ernie, Harold a Don. Navštěvovala jednotřídní vesničkou školu. Aby mohla dál studovat na střední škole, přestěhovala se do Skaneateles, kde pracovala jako služebná za stravu a bydlení. Tehdy ji v Syracuse zaujalo kázání evangelisty Amosa Phippse. Dychtivě docházela do kostela a rozhodla se studovat v Biblickém institutu v Nyacku. Po absolvování studia v roce 1937, začala pracovat s dětmi ve sborech a na letních biblických táborech. Mildred měla velmi ráda děti a toužila jim vyprávět o tom jak je Bůh miluje, proto se rozhodla absolvovat kurz pro misionáře, který se konal po ukončení 2. světové války ve vzdělávacím středisku organizace Children Evangelism Fellowship. Přestože doufala, že pojede do Jižní Ameriky, byla v roce 1947 poslána do rodné země svých rodičů – Československa, kam přišla jako první misionář sloužící dětem.
V Československu se seznámila Lubomírem Louckým, kterého si vzala 22. března 1949 v Praze. Přestože byla provdaná za Čecha a čekala první dítě, byla po komunistickém převratu vyhoštěna zpět do USA v listopadu 1949. Její manžel odejít nesměl, proto se rozhodl pro útěk. Ten se mu zdařil a s Mildred se opět shledali 24. prosince 1949 v uprchlickém táboře, odkud společně odjeli do New Yorku. První dcera Suzanne se jim narodila v červnu 1950. V červenci 1951 přišly na svět dvojčata James a John. Poté se rodina přestěhovala do Syracuse, kde Lubomír pracoval ve slévárnách a učil se anglicky. V roce 1953 se narodila dcera Lydia a o rok později dcera Joanna. V roce 1959 se narodil syn David. V té době manželé bydleli v domě poblíž Syracuse University na 733 Livingston Avenue, kde ubytovávali studenty. V horním patře najednou bydlelo až 12 studentů, kteří pocházeli z celého světa. Mildred se jako paní domácí starala o úklid a praní prádla. Spolu s manželem vedli své děti k hudbě. Sám Lubomír byl velmi nadaný hudebník. Hrál na klavír, varhany a kytaru a často komponoval dlouho do noci. Později se rodina přestěhovala o několik bloků dál 911 Comstock Avenue a pronajímala místnosti jak ve starém tak i v novém domě. Mildred ovdověla 9. května 2000. Zemřela 11. června 2003.
Jednou z jejích dcer je baptistická kazatelka Joanna Loucky-Ramsey (*1954).